# 薩娜·古德

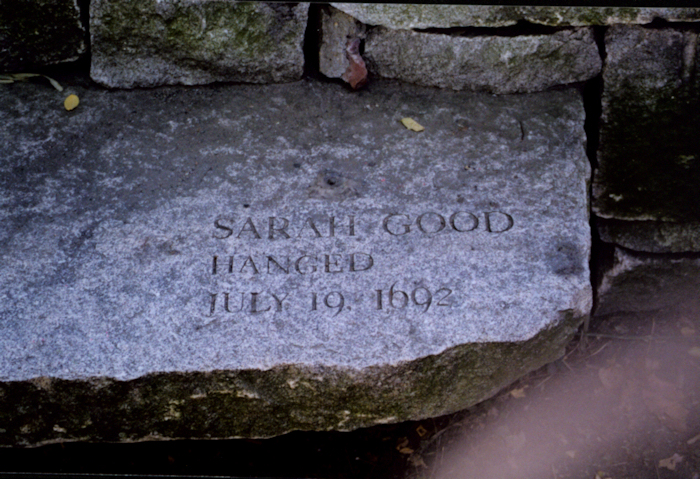
薩娜·古德的紀念石，位於塞勒姆

薩娜·古德（英語：Sarah Good，1653年7月21日－1692年7月29日），出生名為薩娜·索拉特（英文：Sarah Solart），是1692年於麻薩諸塞灣殖民地發生塞勒姆審巫案時，遭到指控為女巫的3名女人之一（另外兩名被告是提圖芭和薩娜·奧斯本），最終被處以絞刑。

## 塞勒姆審巫案

### 受指控
古德在1692年3月6日受到貝蒂·帕里斯和艾比蓋兒·威廉斯的指控，當時女孩們身上出現了一些奇怪的症狀，當她們的監護人塞繆爾·帕里斯詢問兩人「是誰所為？」時，兩人說出了三個名字：提圖芭、薩娜·古德和薩娜·奧斯本。
由於古德的前任丈夫丹尼爾‧普爾所遺留下來的債務，她在村莊中的經濟地位較低，家境貧困。她的生活時常需要依賴鄰居，這導致了村民們對她的懷疑。在整起審巫案──尤其是在薩娜·古德的個案中，原告經常使用忌妒來解釋女巫們下咒害人的動機。古德另一個被控訴的理由是她的丈夫，威廉‧古德聲稱他擔心她的妻子是一位女巫，因為「她對他的態度不好」。鄰居們則認為古德違反了清教徒的價值觀。

### 審判和處刑
儘管古德和另一位被告薩娜·奧斯本都否認了針對她們的指控，提圖芭卻承認了罪行，並作出了對兩人不利的證言。提圖芭說，一個穿著黑衣的高個子走到他們身邊，要求他們在一本書上簽名。儘管提圖芭一開始拒絕，但她最終還是在古德和奧斯本逼她之後簽下名字。提圖芭還說，古德叫她的貓去攻擊伊莉莎白·哈伯德，造成女孩身上的多處抓傷和咬傷。其他年輕的原告們也同意了提圖芭的說法。
之後，古德得到機會可以在十二位陪審員面前為自己辯護，她大力主張自己的無辜，並宣稱提圖芭和薩娜·奧斯本才是真正的女巫，但古德最終仍被判處死刑。1692年7月29日，古德和其他四位被判定和巫術有關的被告一起接受絞刑。當其他四人安靜的等待被處刑時，只有古德堅定地宣稱自己是無辜的。牧師尼古拉斯·諾伊斯試圖強迫古德認罪，但沒有成功。當古德與其他被告被尼古拉斯·諾伊斯判定有罪時，她大喝：「我不再是個女巫，而你則是個巫師。若你奪走我的生命，上帝會給你血喝。」25年後，諾伊斯死於內出血。
古德被捕時已經懷孕，她在獄中生下一名嬰兒梅西·古德，在母親被絞刑處死之前，梅西便已經在獄中死亡。
1710年，威廉·古德向法院起訴，要求對薩娜·古德和多蘿西·古德所受的健康及精神損害賠償，他最後成功獲得了三十英鎊，這是向巫術冤案受害者家屬提供的賠償金中，金額最大的其中一個案例。

## 大眾文化中的薩娜·古德
- 《激情年代》，美國劇作家亞瑟·米勒1953年的作品。

## 外部連結
- Law.umkc.edu （页面存档备份，存于）
- Iath.virginia.edu
- Mayflowerfamilies.com
- Law.umkc.edu （页面存档备份，存于）